# Дечија игра (филм из 1988)
Дечије игре (енгл. Child's Play) је амерички хорор филм из 1988. године, режисера Тома Холанда, са Кетрин Хикс, Крисом Сарандоном и Бредом Дурифом у главним улогама. Први је у истоименој франшизи коју чине 8 филмова.
Критичари и публика су га позитивно оценили, а остварио је и финансијски успех пошто је с буџетом од 9 милиона долара зарадио пет пута више новца.
Хикс је награђена Наградом Сатурн за најбољу главну глумицу, а филм је, заједно са првих пет својих наставака, награђен истом наградом за најбољу DVD колекцију.
Филм је постао култни класик, а „Чаки” један од најпознатијих убица из слешер филмова. Изродио је 6 наставака и један римејк из 2019. године. Продукцијска кућа Метро-Голдвин-Мејер је након две године објавила први наставак под насловом Дечије игре 2.

## Радња
Чарлс Ли Реј је одбегли серијски убица, кога по улицама Чикага јури детектив Мајк Норис. Када га Норис смртно рани у једном супермаркету, Реј пада на полицу са луткама и у ритуалу хаићанског вудуа пребацује своју душу у једну од популарних Добар дечак лутки.
Самохрана мајка, Карен Баркли, купује свом сину Ендију лутку као рођендански поклон и то баш ону коју је Реј користио у свом ритуалу. Енди лутку назива Чаки. Убиства се убрзо настављају, а у близини места злочина се увек налази Енди са Чакијем. Када полицији саопшти да је Чаки починио убиства, Енди завршава у менталној болници. Очајна због свега што се десило, Карен узима лутку да је баци у смеће, али у кутији проналази батерије и схвата да је лутка све време радила без батерија. Под Каренином претњом да ће га бацити у ватру, Чаки проговара гласом убице и напада Карен, која успева да побегне, али остаје без доказа пошто и лутка нестаје.
Док Карен тражи помоћ од детектива Нориса, Чаки убија све који су одговорни за то што га је полиција разоткрила...

## Улоге
| Глумац                | Улога               |
| --------------------- | ------------------- |
| Алекс Винсент         | Енди Баркли         |
| Кетрин Хикс           | Карен Баркли        |
| Крис Сарандон         | детектив Мајк Норис |
| Бред Дуриф            | Чарлс Ли Реј „Чаки” |
| Дина Маноф            | Меги Питерсон       |
| Томи Свердлоу         | Џек Сантос          |
| Џек Колвин            | др Ардмор           |
| Рејмонд Оливер        | Џон „др Смрт” Бишоп |
| Нил Џинтоли           | Еди Капуто          |
| Џек Колвин            | др Ардмор           |
| Алан Вајлдер          | гдин Валтер Крисвел |
| Џек Колвин            | др Ардмор           |
| Брок Винклес (луткар) | Чаки                |